# José da Silva Brito
José da Silva Brito é um bairro do município brasileiro de Coronel Fabriciano, no interior do estado de Minas Gerais. Localiza-se no distrito Senador Melo Viana, estando situado no Setor 5. Segundo o censo demográfico de 2022, realizado pelo Instituto Brasileiro de Geografia e Estatística (IBGE), sua população era de 469 habitantes e havia 160 domicílios particulares permanentes ocupados.
De acordo com o IBGE, em 2010 a população era de 429 habitantes e havia 155 domicílios particulares.
O bairro foi criado na década de 1990, após a área ser loteada a mando de Onofra dos Santos Brito. Seu nome reverencia o marido da antiga proprietária, José da Silva Brito (1920–1972), natural de Ferros.